# Foxtel
NXE Australia Pty Limited (Gọi tắt: Foxtel) là một hệ thống truyền hình trả tiền của Úc. Foxtel được thành lập vào năm 1995 bởi một liên doanh thành lập giữa News Corp (bây giờ News Corp, thông qua News Limited, bây giờ News Corp Australia) (FOX) và Telstra (TELi). Với việc News Corp nắm giữ 65% và Telstra 35% cổ phần, Foxtel chia sẻ nhiều tính năng với dịch vụ Sky ở Ireland — bao gồm hộp iQ, hướng dẫn chương trình điện tử, tương tự một thiết bị điều khiển từ xa và Red Button Active.

## Lịch sử
Năm 1995, một liên doanh giữa News Corporation (cụ thể là 20th Century Fox Media) và Telstra đã diễn ra. Theo đó, Telstra sẽ truyền tín hiệu truyền hình qua mạng đồng trục và News Corporation sẽ là cơ sở cho việc đàm phán và kết nối kênh. Foxtel được thành lập ("Fox" đại diện cho Fox của News Corporation và "Tel" đại diện cho Telstra).
Ngày 23 tháng 10 năm 1995, Foxtel bắt đầu một dịch vụ 20 kênh, được phân phối qua mạng cáp quang đồng trục Telstra Hybrid.
Tháng 5 năm 1998, Australis Media, chủ một dịch vụ truyền hình vệ tinh được gọi là Galaxy, đã tuyên bố phá sản.
Tháng 6 năm 1998, Foxtel đã có thể tăng đáng kể cơ sở khách hàng của mình bằng cách mua lại các thuê bao Galaxy từ nhà thanh lý của Australis Media và ngay lập tức bắt đầu cung cấp lập trình cho các thuê bao của Galaxy một cách tạm thời.
Tháng 2 năm 1999, Foxtel bắt đầu cung cấp dịch vụ vệ tinh riêng cho khách hàng mới.
Tháng 10 năm 1998, Publishing and Broadcasting Limited đã mua một nửa cổ phần của News Corporation cho mỗi quyền sở hữu quý.
Năm 2002, Thỏa thuận chia sẻ nội dung giữa Foxtel và Optus Television đã được phê duyệt bởi en:Australian Competition and Consumer Commission.
Ngày 11 tháng 7 năm 2011, Austar đã thông báo rằng họ đã ký kết thỏa thuận giao dịch dứt khoát với Liberty Global, Inc. (LGI) và Foxtel Management Pty Limited (Foxtel). Theo đó Foxtel sẽ mua lại Austar bằng một loạt các giao dịch bao gồm một kế hoạch sắp xếp. Việc tiếp quản này liên quan đến sự chấp thuận của cổ đông thiểu số vào ngày 30 tháng 3 năm 2012, sự chấp thuận của Australian Competition and Consumer Commission vào ngày 10 tháng 4 năm 2012, và đã có sự chấp thuận của một Phiên tòa thứ hai. Ngày 16 tháng 4 năm 2012, cổ phiếu Austar bị tạm ngưng khỏi ASX và bị hủy niêm yết vào ngày 27 tháng 4 năm 2012. Việc tiếp quản được hoàn thành vào ngày 24 tháng 5 năm 2012.
Tháng 11 năm 2012, News Corporation đã mua lại Consolidated Media Holdings, nâng tỷ lệ sở hữu tại Foxtel từ 25% lên 50%.
Ngày 15 tháng 6 năm 2015, Foxtel chính thức đồng ý mua lại 15% cổ phần trong Ten Network Holdings, tùy thuộc vào sự chấp thuận của ACCC. Trước khi mua lại, Discovery được hỗ trợ từ quan hệ đối tác đấu thầu với Foxtel.
Tháng 6 năm 2017, Foxtel thông báo rằng nó sẽ trải qua một thương hiệu lớn - lần đầu tiên trong lịch sử 22 năm của mình - như một phần của một động thái để truyền tải một hình ảnh rằng "Foxtel là dành cho tất cả mọi người". Logo trước đó được mô tả bởi công ty là "khá tích cực, khá kiêu ngạo, khá ưu tú", sẽ được thay thế bằng một logo tất cả chữ thường và dịch vụ Foxtel Play sẽ đổi tên thành Foxtel Now.
Ngày 6 tháng 3 năm 2018, News Corp Australia đã thông báo sáp nhập Fox Sports (Úc) với Foxtel (đồng sở hữu bởi News Corp Australia và Telstra). News Corp sở hữu 65% cổ phần trong tổ chức kết hợp, với Telstra sở hữu 35%. Sự kết hợp của hai doanh nghiệp chú trọng vào các môn thể thao và giải trí trực tuyến.

## Các kênh

### Kênh hiện tại
Thể thao
- Fox Sports 501*
- Fox League*
- Fox Sports 503*
- Fox Footy*
- Fox Sports 505*
- Fox Sports 506*
- Fox Sports More*
- beIN Sports 1*
- beIN Sports 2*
- beIN Sports 3*
- ESPN*
- ESPN2*
- Eurosport*

Drama
- Showcase*
- BBC First*
- 13th Street*
- Binge*
- BoxSets*
- Zee Anmol*

Phim
- Foxtel Movies Premiere*
- Foxtel Movies Action*
- Foxtel Movies Comedy*
- Foxtel Movies Masterpiece*
- Foxtel Movies Family*
- Foxtel Movies Disney*
- Foxtel Movies Romance*
- Foxtel Movies Thriller*
- Foxtel Movies More*
- Movies OK*

Giải trí
- FOX8*
- UKTV
- Arena*
- MTV
- Universal Channel*
- TVH!TS
- 111 funny
- FOX Classics
- LifeStyle*
- Discovery Channel*
- National Geographic*
- Disney Junior
- Nick Jr.
- Boomerang
- MTV Music
- MTV Dance
- [V] Hits
- Zee TV
- Max
- Foxtel Smooth
- Country Music Channel
- Foxtel Tunes
- Fox Sports News*
- Eurosport News
- STAR Plus
- Sky Racing 1
- Sky Thoroughbred Central*
- Sky News Live*
- Sky News Weather
- Sky News Business*
- Fox News Channel
- BBC World News
- CNN
- CGTN
- CGTN-Documentary
- NHK World
- Aurora
- Bloomberg Television
- CNBC
- A-PAC*
- Al Jazeera
- RT
- Expo Channel
- TVSN
- ACCTV
- Daystar
- Sonlife
- Hillsong Channel

Entertainment Plus
- The Comedy Channel
- Syfy*
- Style
- TLC
- A&E*
- E!
- Lifestyle Home
- Lifestyle Food
- Lifestyle You

Docos
- Nat Geo Wild*
- History*
- Discovery Turbo
- Foxtel Arts*
- Nat Geo People
- Discovery Science
- Animal Planet
- Crime + Investigation
- BBC Knowledge*

Trẻ em
- Cartoon Network
- Disney Channel
- CBeebies
- Nickelodeon
- Discovery Kids
- Disney XD

### Chấm dứt
Các kênh được đổi thương hiệu bao gồm W (được đổi tên thành SoHo), Fashion TV (được thay thế bởi FX / Fashion chuyển sang Fetch TV), BBC HD (được thay thế bằng BBC UKTV HD), Fox Kids Australia (được chia sẻ với Fox Classics), Weather 21 ( được thay thế bởi The Weather Channel), The Weather Channel (được thay thế bởi Sky News Weather), Showtime Greats (được thay thế bởi Showtime Action, Showtime Comedy và Showtime Drama, cả hai đều bị nuốt chửng bằng Foxtel Movies), VH1 Australia (Được thay thế bởi MTV Classic), MTV Classic (chuyển sang Fetch TV), MTV Hits và MTV Live HD (cả ba đều bị nuốt chửng và đổi tên thành MTV Dance và MTV Music), Air Active (được thay thế bằng Foxtel Tunes), KidsCo (được thay thế bằng Discovery Kids), Fuel TV , Tốc độ (lần lượt được thay thế bởi Fox Sports 505 & 506) và SoHo (Được thay thế bởi Binge).
Đa kênh HD đã được thay thế bởi các kênh HD khác bao gồm One (được thay thế bằng Ten HD, One được giảm thành SD) và GEM (được thay thế bằng 9HD, đổi tên ngày nay là 9Gem và được giảm thành SD).
Các kênh bị ngừng cung cấp hoàn toàn bao gồm MusicCountry, The Soundtrack Channel, Movie Network (được thay thế bằng Foxtel Movies), Showtime Network (được thay thế bằng Foxtel Movies), TechTV, Fashion TV (được thay thế bằng FX / Fashion chuyển sang Fetch TV), Ovation, KidsCo, History + 2, Starpics (được thay thế bằng Foxtel Movies), Trò chơi tương tác Gamesworld và Bộ chọn thể thao tương tác.TV1 và SF ngừng phát sóng lúc 11:59 tối, ngày 31 tháng 12 năm 2013 sau khi Foxtel quyết định không gia hạn hợp đồng vì họ muốn cung cấp nhiều kênh như họ đã làm với các dịch vụ phim của họ. Chúng được thay thế bằng hai kênh mới: TV Hits và Syfy.
STUDIO ngừng phát sóng lúc 11:59 tối, ngày 27 tháng 3 năm 2015 sau khi quyết định không gia hạn hợp đồng với Đài truyền hình SBS. Điều này đã được thay thế bằng Foxtel Arts ở cả SD & HD trên Kênh 132.
Turner Classic Movies (TCM) đã bị ngừng phát sóng vào ngày 13 tháng 12 năm 2016.
Đa kênh HD đã được thay thế bởi các kênh HD khác bao gồm One (được thay thế bằng Ten HD, One được giảm thành SD) và GEM (được thay thế bằng 9HD, đổi tên ngày nay là 9Gem và được giảm thành SD).
Các kênh bị ngừng cung cấp hoàn toàn bao gồm MusicCountry, The Soundtrack Channel, Movie Network (được thay thế bằng Foxtel Movies), Showtime Network (được thay thế bằng Foxtel Movies), TechTV, Fashion TV (được thay thế bằng FX / Fashion chuyển sang Fetch TV), Ovation, KidsCo, History + 2, Starpics (được thay thế bằng Foxtel Movies), Trò chơi tương tác Gamesworld và Bộ chọn thể thao tương tác.
TV1 và SF ngừng phát sóng lúc 11:59 tối, ngày 31 tháng 12 năm 2013 sau khi Foxtel quyết định không gia hạn hợp đồng vì họ muốn cung cấp nhiều kênh như họ đã làm với các dịch vụ phim của họ. Chúng được thay thế bằng hai kênh mới: TV Hits và Syfy.
STUDIO ngừng phát sóng lúc 11:59 tối, ngày 27 tháng 3 năm 2015 sau khi quyết định không gia hạn hợp đồng với Đài truyền hình SBS. Điều này đã được thay thế bằng Foxtel Arts ở cả SD & HD trên Kênh 132.
Turner Classic Movies (TCM) đã bị ngừng phát hành vào ngày 13 tháng 12 năm 2016.

## Dịch vụ
Tuy ban đầu được đưa vào sử dụng như một dịch vụ phát sóng truyền hình cáp, Foxtel đã mở rộng sang nhiều dịch vụ mới bao gồm cả dịch vụ băng thông rộng và điện thoại vào năm 2014.

### Foxtel app
Entertainment – Fox 8; UKTV; Arena; MTV; Universal; TVH!TS; 111 funny; Lifestyle; Discovery Channel; National Geographic; Disney Junior, Nick Jr.; Boomerang; [V] Hits; Max; Country Music Channel; Sky News; Sky News Business; Sky News Weather; Fox Sports News; CNN; BBC World News; CNBC.
Entertainment Plus – The Comedy Channel; Syfy; Style; TLC; E!; A&E; Lifestyle Food; Lifestyle You; Lifestyle Home.
Kids – Disney Channel; Cartoon Network; CBeebies; Nickelodeon; Discovery Kids; Disney XD.
English Club Channels – Chelsea TV; Liverpool FC TV; Manchester United FC TV.
Drama – Showcase; BBC First; Binge; 13th Street; BoxSets.
Sport – Fox Sports 1; Fox Sports 2; Fox Sports 3; Fox Sports 4; Fox Sports 5; Footy Play and Footy Play+ (not available on PC or Mac); Fox Sports Plus 1-4; Eurosport; ESPN; ESPN 2; BeIN Sports 1-3.
Movies – Premiere; Disney; Action; Comedy; Romance; Family; Masterpiece; More; Thriller; World Movies.
Docos – History; Nat Geo Wild; Discovery Turbo; Nat Geo People; Animal Planet; Discovery Science; Crime + Investigation; BBC Knowledge.

## Foxtel Networks
- TVH!TS[3]
- Arena
- LifeStyle
  - LifeStyle Food
  - LifeStyle Home
- Fox8
- 111
- Fox Classics
- Showcase
- BoxSets
- Binge
- The Comedy Channel
- A&E
- Foxtel Movies
  - More
  - Premiere
  - Masterpiece
  - Action
  - Comedy
  - Family
  - Romance
  - Thriller
  - Disney (under rights from The Walt Disney Company.)
- Sky News Weather Channel (under licence from Sky News Australia, who operates the channel)
- History
- Crime & Investigation Network
- A-PAC
- Nickelodeon (35%; joint venture with Viacom International Media Networks Asia)
- Nick Jr. (35%; joint venture with Viacom International Media Networks Asia)
- Cartoon Network Australia (joint venture with Turner)
- Smooth
- V Hits
- Max
- Country Music Channel
- Main Event Television (66.6%; joint venture with Optus Television)
  - Adults Only
  - Main Event

### Former channels
- Bio.
- Channel V Australia
- Fox Kids (closed in 2004)
- Foxtel 3D (closed ngày 27 tháng 8 năm 2013)[4][5]
- SoHo
- LifeStyle You
- FX

## Liên kết
- Website chính thức
- Wiki List of Foxtel Channels Lưu trữ ngày 26 tháng 8 năm 2016 tại Wayback Machine
- Foxtel Community Support
- Mobile Foxtel from Telstra[liên kết hỏng]